# 贝赫塔哈吉普尔
贝赫塔哈吉普尔（Behta Hajipur），是印度北方邦Ghaziabad县的一个城镇。总人口94414（2001年）。

## 人口
该地2001年总人口94414人，其中男性51242人，女性43172人；0—6岁人口17486人，其中男9428人，女8058人；识字率60.16%，其中男性为69.06%，女性为49.59%。